# The Kitchen Library
The Kitchen Library (укр. Кухонна бібліотека) була першою некомерційною «бібліотекою кухонної техніки» в Канаді. З моменту відкриття своїх дверей у приміщені Бібліотеки інструментів Торонто в жовтні 2013 року The Kitchen Library привернула увагу місцевих, національних і міжнародних ЗМІ та отримала громадську підтримку. У жовтні 2014 року бібліотека Kitchen Library переїхала до Yonge and Eglinton (всередині Living City Health), де вони позичали прилади та проводили семінари. Бібліотека закрилася 1 вересня 2016 року.

## Концепція
Оскільки населення зростає, а середній розмір квартир зменшується, вони вважали, що простір і дохід не повинні бути перешкодою для приготування їжі та здорового харчування. Надаючи доступ до дорогих і громіздких пристроїв, вони будували місто, зручніше для спільного використання.

## Відгуки
У 2014 році Canadian Living назвав Бібліотеку одним із «7 винаходів Канади, які роблять ваше життя кращим» (7 Canadian inventions that make your life better), її згадували Toronto Life,  The Toronto Star,  The National Post,  CBC News.